# Pomaderris elliptica
Pomaderris elliptica är en brakvedsväxtart som beskrevs av Jacques-Julien Houtou de La Billardière. Pomaderris elliptica ingår i släktet Pomaderris och familjen brakvedsväxter. Utöver nominatformen finns också underarten P. e. diemenica.